# 400 (số)
400 (bốn trăm) là một số tự nhiên ngay sau 399 và ngay trước 401.